# Rosbach (Windeck)
Rosbach ist ein Ortsteil und Verwaltungssitz der Gemeinde Windeck im nordrhein-westfälischen Rhein-Sieg-Kreis.

## Lage
Der Ortskern liegt nördlich der Sieg und wird im Süden von der Bundesstraße 256 durchquert. Der Ort verfügt über ein mittlerweile vereinsgetragenes Freibad und war Standort des Kölner Waldkrankenhauses der Auguste-Viktoria-Stiftung.
Zu Rosbach gehören inzwischen die Ortsteile Hundenborn, Kleehahn, Lindenpütz, Obernau, Poche, Roth, Rüddel, Sieg und Wardenbach.

## Geschichte
Rosbach wurde 1191 als de Rosbach und 1300 als Rospe erwähnt. 1250 schenkte Gräfin Mechthild von Sayn dem Kölner Erzbischof Konrad von Hochstaden das castrum novum in windeke und die villa Rospe.
Das Gebiet um den Ort Rosbach gehörte früher zur Bürgermeisterei Dattenfeld, war eine Zeit lang selbständig und gehört heute zur Gemeinde Windeck.
1885 hatte die Gemeinde 3375 ha Fläche, davon 1244 Ackerland, 242 Wiesenfläche und 1595 Waldfläche.
Zur Gemeinde gehörten 47 Wohnplätze mit genau 700 Wohngebäuden (einschließlich unbewohnten) und 706 Haushaltungen einschließlich Anstalten.
Die zugehörenden Ortsteile waren Altenhof, Au, Bach, Bachmühle, Bellingen, Distelshausen, Eich, Eulenbruch, Gansau, Geilhausen, Geilhausen-Wiedenhof, Gierzhagen, Halscheid, Hau, Hausen, Helpenstell, Hinterhof, Hof, Hundenborn, Hundhausen, Hurst, Imhausen, Kleehahn, Kohlberg, Langenberg, Lindenpütz, Loch, Löhe, Mauel, Mauelermühle, Mittel, Niederhausen, Obernau, Öttershagen, Opperzau, Perseifen, Poche, Präsidentenbrücke, Rommen, Roth, Rüddel, Seifen, Sieg, Silberhardt, Stein und Wardenbach.
Die Gemeinde Rosbach hatte 1885 3723 Einwohner, davon 1861 Männer und 1862 Frauen. Die Gemeinde war eigenständig evangelisch mit 3125 Gläubigen, die 543 Katholiken wurden von den umliegenden Kirchspielen Waldbröl, Dattenfeld und Leuscheid betreut. Daneben gab es noch sieben Christen einer anderen Religionsgemeinschaft und 48 Juden.
1925 hatte sie 4564, 1933 4709 und 1939 4661 Einwohner.
Kurz vor Ende des Zweiten Weltkrieges wurde Rosbach am 2. Februar 1945 um 11.45 h bombardiert. Der Ortskern wurde durch die Fliegerbomben vollkommen zerstört, darunter 95 Wohnhäuser, zwei Schulen und das Rathaus. 42 Zivilisten starben hierbei und 20 deutsche Soldaten.
Rosbach bildete zusammen mit den Gemeinden Dattenfeld und Herchen am 1. August 1969 die neue Gemeinde Windeck.

## Schulen
In Rosbach gibt es neben einer Grundschule im Ortsteil Obernau eine Hauptschule. Seit 2012 gibt es eine Gesamtschule für die Klassen 5–7. Des Weiteren gibt es im Ort drei Kindergärten, wovon sich zwei im Ortskern und einer im Ortsteil Roth befinden.

## Kirchen

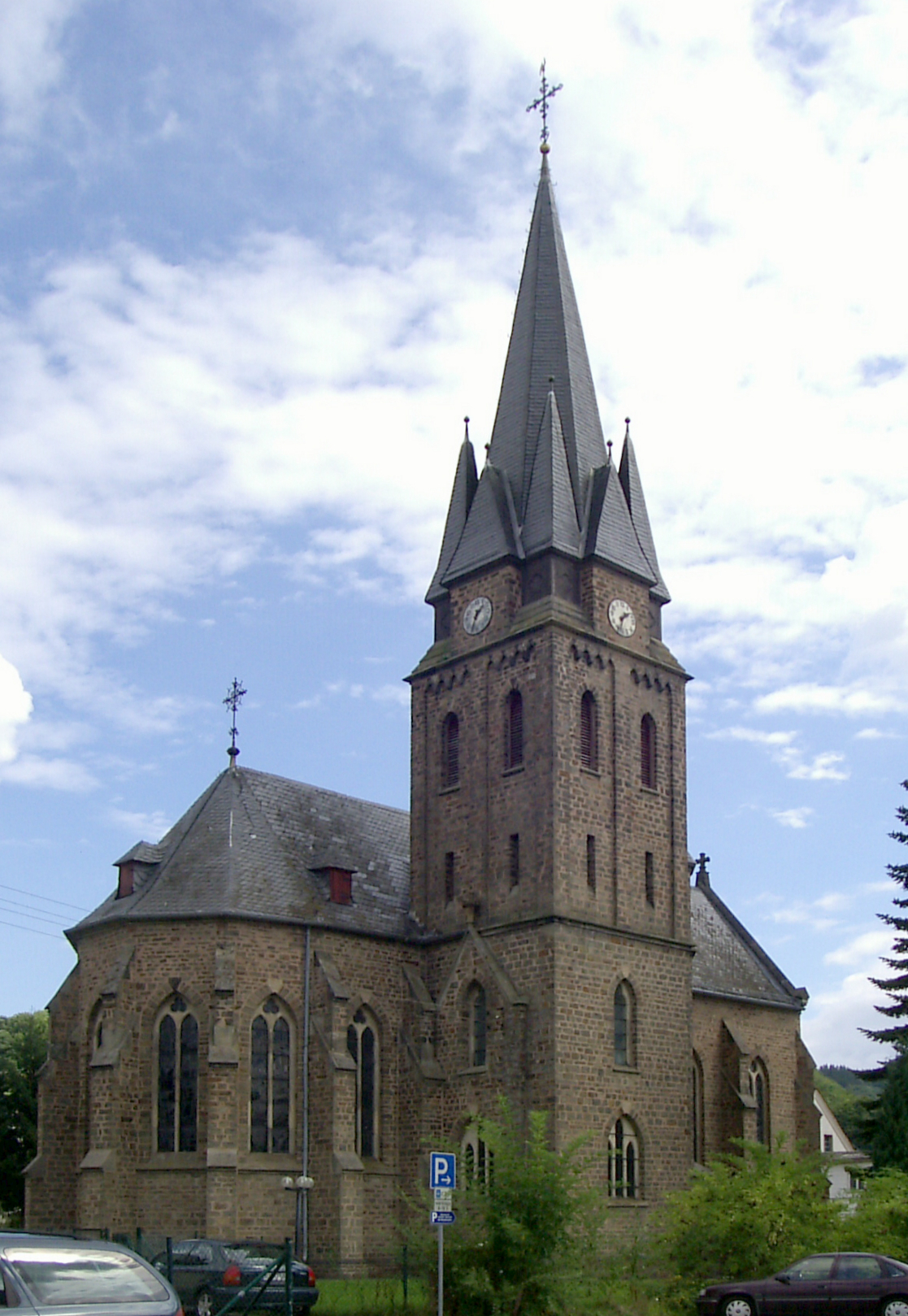
Katholische Kirche Rosbach

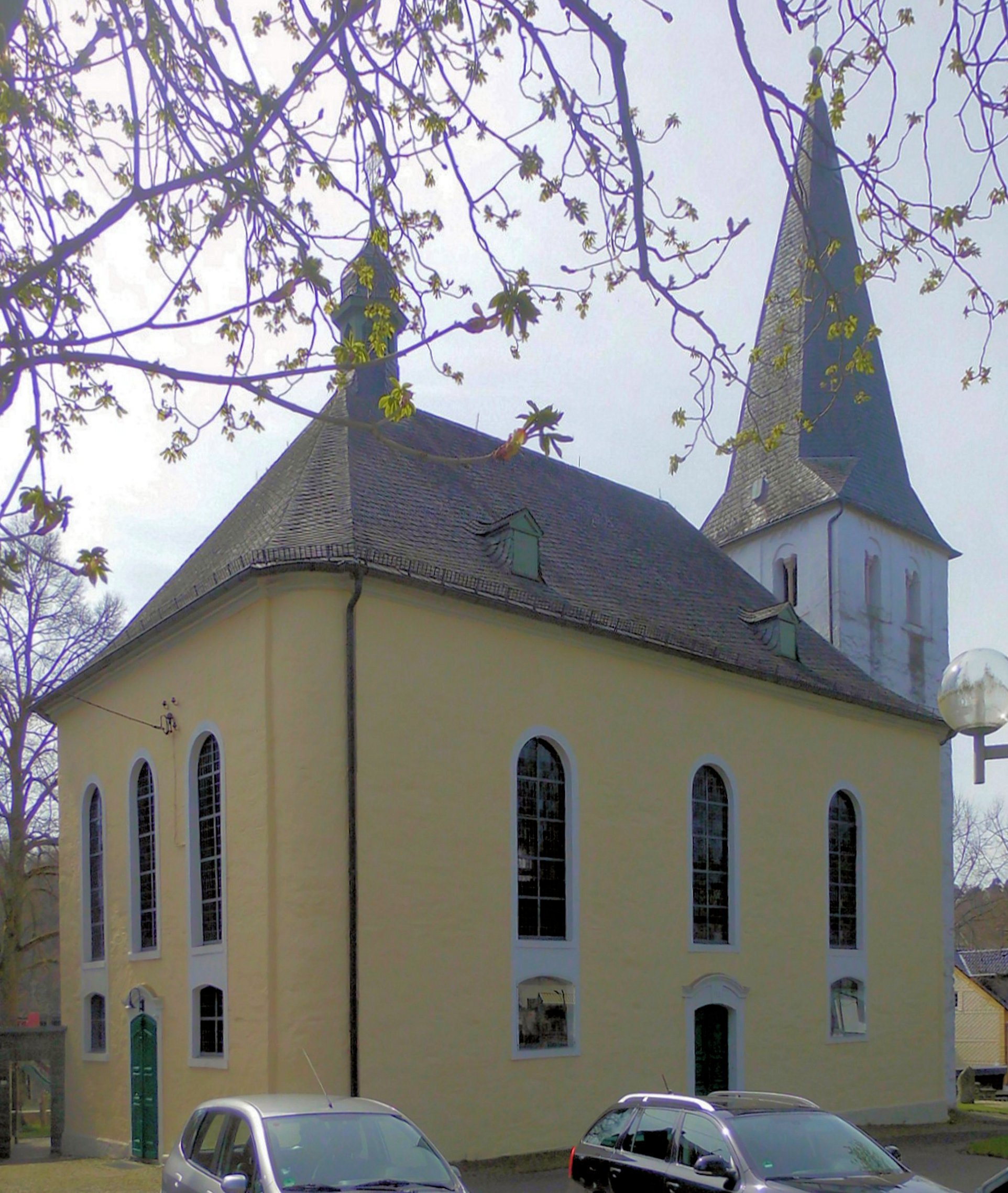
Evangelische Kirche Rosbach

- Die katholische Pfarrkirche St. Joseph wurde 1898 eingeweiht.
- Die evangelische Salvatorkirche wurde als barocke Saalkirche 1763 bis 1767 errichtet (Turm aus dem 12. oder 13. Jahrhundert).

### Kirchengeschichte
Eine 1274 im Liber valoris erwähnte Kapelle in Rosbach gehörte vermutlich zur Kirchengemeinde Hamm (Sieg) oder Leuscheid.
1486 wurde Rosbach eigene Pfarrei, zuvor muss die alte Kirche errichtet worden sein, von der heute noch der Turm steht. 1572 wurde durch Pastor Mittler in Rosbach die Reformation durchgeführt. 1607 bis 1609 wurde wieder ein katholischer Pfarrer vor Ort vermerkt. 1612 trat die Gemeinde zum evangelischen Glauben über.
Seit 1725 wurden von der Missionsstelle in Leuscheid wieder katholische Gottesdienste in Rosbach angeboten. 1744/45 wurde auf Wunsch des Kölner Ratsherrn Rütten eine katholische Kapelle (Alte Kapelle) erbaut, die als örtliche Missionsstätte genutzt wurde.
1763 bis 1767 wurde das alte dreischiffige Langhaus der Salvatorkirche durch einen Saalbau ersetzt, der auch im Rokokostil eingerichtet wurde. Die architektonische Konzeption zu diesem Bauwerk lässt sich auf den Baumeister Johann Georg Leydel zurückführen. Die Ausführungsplanung und Realisierung lag in den Händen des Maurermeisters Wirths aus Altenkirchen. Als Zimmerermeister lassen sich Heinrich Fischer und Peter Brett nachweisen.
Die katholische Pfarrkirche St. Joseph im neugotischen Stil wurde 1898 geweiht. Der Entwurf stammt von dem Kölner Architekten Theodor Kremer, mit dem Bau wurde 1896 begonnen.
1805 wurde Rosbach wieder eigenständige katholische Pfarrei.
Die Kirchenregister von Rosbach mit Tauf-, Heirats- und Sterbedaten zählen zu den ältesten erhaltenen Kirchenbüchern Deutschlands. Die Eintragungen gehen bis in die Zeit vor dem Dreißigjährigen Krieg zurück.

## Gedenkstätte „Landjuden an der Sieg“
Der Künstler Gunter Demnig verlegte am 17. Sept. 2011 die ersten 22 Stolpersteine zur Erinnerung an ermordete jüdische Bürger in Rosbach.

## Veranstaltungen
Am ersten Sonntag im November findet auf der dann gesperrten Hauptstraße der zwei Kilometer lange Martinsmarkt statt, der Verkauf- und Verzehrstände und einige kleine Kinderkarussells anbietet.

## Verkehrsanbindung

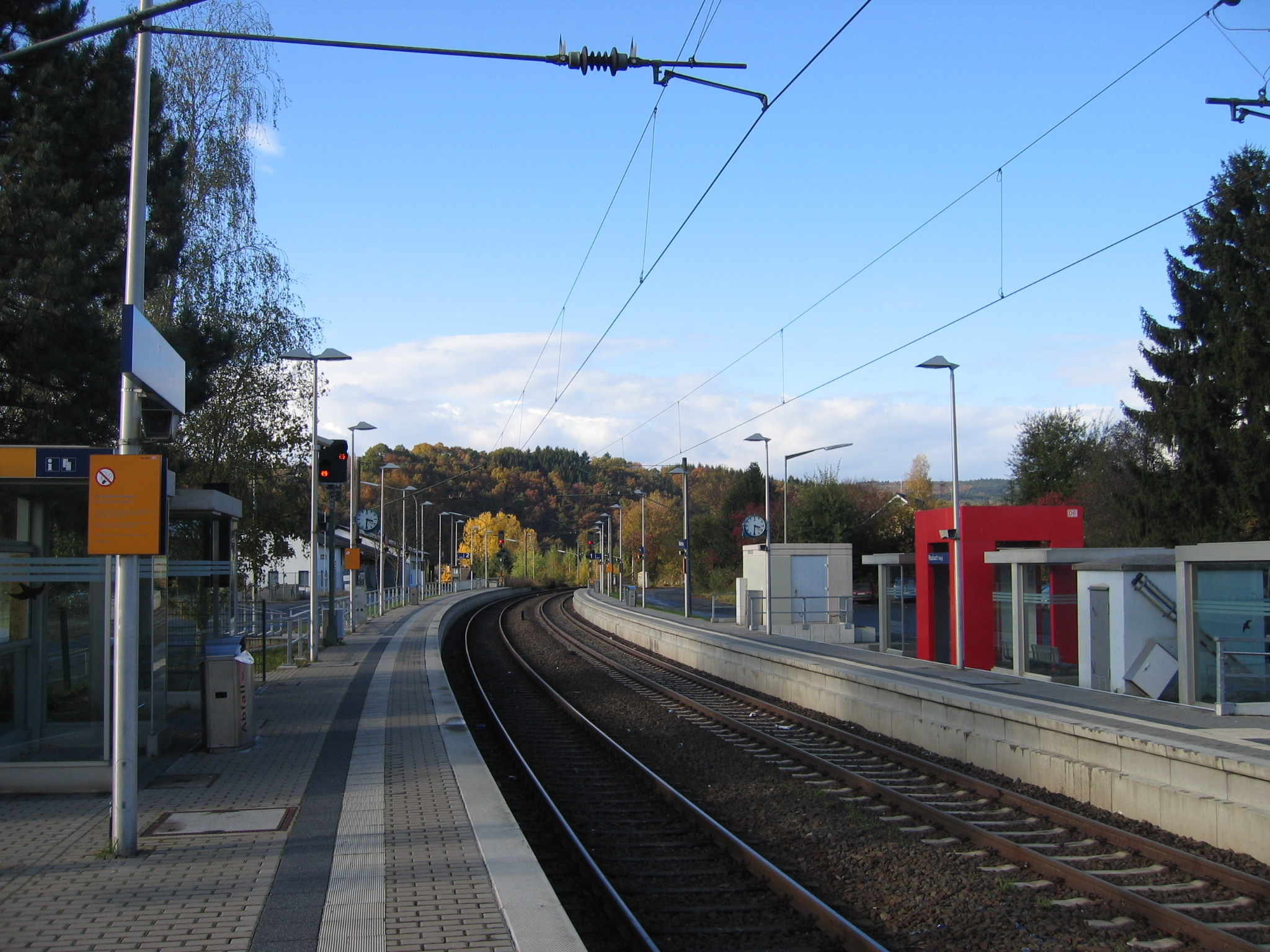
S-Bahnhaltepunkt Rosbach

Der Haltepunkt Rosbach (Sieg) liegt an der Siegstrecke und ist mit den Linien S 12 und S 19 der S-Bahn Köln erreichbar. Im Berufsverkehr hält hier zeitweise der Rhein-Sieg-Express (RE 9).
| Linie | Verlauf / Anmerkungen | Takt (Mo–Fr) |
| ----- | --- | ------------ |
| S 12  | Horrem – Frechen-Königsdorf – Köln-Weiden West – Köln-Lövenich – Köln-Müngersdorf Technologiepark – Köln-Ehrenfeld – Köln Hansaring – Köln Hbf – Köln Messe/Deutz – Köln Trimbornstraße – Köln Airport Businesspark – Köln Steinstraße – Porz (Rhein) – Porz-Wahn – Spich – Troisdorf – Siegburg/Bonn – Hennef (Sieg) – Hennef Im Siegbogen – Blankenberg (Sieg) – Merten (Sieg) – Eitorf – Herchen – Dattenfeld (Sieg) – Schladern (Sieg) – Rosbach (Sieg) – Au (Sieg) Stand: Fahrplanwechsel Dezember 2023                                                                        | 60 min       |
| S 19  | Düren – Merzenich – Buir – Sindorf – Horrem – Frechen-Königsdorf – Köln-Weiden West – Köln-Lövenich – Köln-Müngersdorf Technologiepark – Köln-Ehrenfeld – Köln Hansaring – Köln Hbf – Köln Messe/Deutz – Köln Trimbornstraße – Köln Frankfurter Straße – Köln/Bonn Flughafen – Porz-Wahn – Spich – Troisdorf – Siegburg/Bonn – Hennef (Sieg) – Hennef Im Siegbogen – (Blankenberg (Sieg) /) Merten (Sieg) – Eitorf – Herchen – Dattenfeld (Sieg) – Schladern (Sieg) – Rosbach (Sieg) – Au (Sieg) Stand: Fahrplanwechsel Dezember 2023                                               | 60 min       |
| RE 9  | Rhein-Sieg-Express: Aachen Hbf – Aachen-Rothe Erde – Stolberg (Rheinl) Hbf – Eschweiler Hbf – Langerwehe – Düren – Horrem – Köln-Ehrenfeld – Köln Hbf – Köln Messe/Deutz – Porz (Rhein) – Troisdorf – Siegburg/Bonn – Hennef (Sieg) – Eitorf – Herchen – (Dattenfeld –)* Schladern (Sieg) – (Rosbach (Windeck) –)* Au (Sieg) – (Etzbach –)* Wissen (Sieg) – (Niederhövels – Scheuerfeld (Sieg) –)* Betzdorf (Sieg) – Kirchen – Brachbach (– Niederschelden – Eiserfeld (Sieg))* – Siegen Hbf * Halt einzelner Züge im Nacht- und Berufsverkehr Stand: Fahrplanwechsel Dezember 2023 | 60 min       |

| Linie | Verlauf                                                                  | Mo. – Fr.            | Sa.          | So.          | Anmerkungen                                 |
| ----- | ------------------------------------------------------------------------ | -------------------- | ------------ | ------------ | ------------------------------------------- |
| 342   | Rosbach – Schladern – Gierzhagen – Panarbora – Waldbröl                  | 3 Fahrten            | kein Verkehr | kein Verkehr |                                             |
| 343   | Rosbach – Langenberg – Kohlberg – Waldbröl                               | 3/4 Fahrten          | kein Verkehr | kein Verkehr | an Ferientagen als Taxibus                  |
| 344   | Rosbach – Hurst – Kohlberg – Holpe – Waldbröl                            | 3/6 Fahrten          | 4 Fahrten    | kein Verkehr | an Ferientagen und an Sa. als Taxibus       |
| 542   | Schladern GS – Rosbach – Mittel                                          | Einzelfahrten        | kein Verkehr | kein Verkehr | nur an Schultagen                           |
| 543   | Rosbach – Langenberg – Kohlberg – Perseifen                              | 30 – 60 Min.         | 60 Min.      | 60 Min.      | So. als Taxibus                             |
| 544   | Rosbach – Hurst – Halscheid – (Au-Sieg)                                  | 30 – 60 Min.         | 60 Min.      | 60 Min.      | So. als Taxibus                             |
| 545   | Rosbach – Niederhausen – Leuscheid GS                                    | 16 Fahrten           | kein Verkehr | kein Verkehr | hauptsächlich auf Schulverkehr ausgerichtet |
| 546   | Rosbach – Schladern – Dattenfeld – Rossel Dorf                           | 60 Min.              | 60 Min.      | 60 Min.      | am Wochenende als Taxibus                   |
| 547   | Herchen Bf – Hoppengarten – Dattenfeld – Dreisel – Obernau – Rosbach Bf  | 30 – 60 Min.         | 60 Min.      | 60 Min.      | So. als Taxibus                             |
| 548   | Herchen Bf – Werfen – Alsen – Leuscheid – Saal – Locksiefen – Rosbach Bf | 30 – 60 Min.         | 60 Min.      | 60 Min.      | So. als Taxibus                             |
| BBW   | Bürgerbus Windeck                                                        | 4 Fahrten vormittags | kein Verkehr | kein Verkehr |                                             |

Durch Rosbach führen die Bundesstraße 256 und die Landesstraße 333.

## Persönlichkeiten
- Anton Elter (1858–1925), klassischer Philologe und Hochschullehrer
- Karl Wienand (1926–2011), Politiker (SPD) und Agent der DDR-Staatssicherheit